# Convento de São José (Badajoz)
O Convento de São José, também conhecido como Convento das Adoradoras (em castelhano: Convento de las Adoratrices) ou simplesmente Las Adoratrices, é um convento feminino da ordem das Adoradoras Escravas do Santísimo Sacramento e da Caridade situado no centro histórico da cidade de Badajoz, Espanha.
O convento encontra-se na Praça de São José, junto à alcáçova islâmica. O edifício atual, em estilo neogótico, foi construído em 1917, sob a direção do engenheiro Francisco Franco Pineda, sobre as ruínas de uma ermida dedicada a São José, datada do século XIII, que deu o nome à praça. São José foi o padroeiro de Badajoz durante vários séculos devido ao facto da conquista da cidade aos mouros pelo rei leonês Afonso IX ter ocorrido no dia do santo, 19 de março de 1230.
Em 1550 ou 1556 foi fundada a Confraria de São José, onde aparecem artistas importantes como Jerónimo de Valência e Hans de Bruxelas. No início do século XIX, durante a Guerra Peninsular, o edifício foi bombardeado e esteve praticamente abandonada até ser reconstruído em 1917, em volta da capela da antiga ermida, sendo ocupado pela freiras Adoradoras. O interior da igreja continua a ser presidido pela antiga imagem do santo que se encontra, juntamente com outras imagens, no retábulo barroco do altar-mor.